# 伊東伸久
伊東 伸久（いとう のぶひさ）は、日本の撮影技師。日本映画学校（現・日本映画大学）第1期卒業。

## 主な作品

### 映画
- 『痴漢電車　柔らかい肌』（1990年）
- 『あいつ』（協力・1991年）
- 『スワロウテイル』（助手・1996年）
- 『HAPPY PEOPLE　ハッピーピプル』（助手・1997年）
- 『源氏物語　あさきゆめみし　Lived in A Dream』（メイキング・2000年）
- 『肉体警備員』（2001年）
- 『真夜中まで』（助手・2001年）
- 『解夏』（協力・2003年）
- 『タッチ』（協力・2005年）
- 『ちーちゃんは悠久の向こう』（2007年）
- 『ケータイ刑事 THE MOVIE2 石川五右衛門一族の陰謀〜決闘!ゴルゴダの森』（2007年）
- 『グーグーだって猫である』（応援・2008年）
- 『芸者VS忍者』（2008年）
- 『援助交際撲滅運動』（2009年）
- 『腐女子彼女。』（2009年）
- 『苦い蜜　消えたレコード』（2010年）
- 『宇宙で1番ワガママな星』（2010年）
- 『ゴスロリ処刑人』（2010年）
- 『ラバーズ　覆う女』（2010年）

| スタブアイコン | サブスタブ | この項目は、まだ閲覧者の調べものの参照としては役立たない、人物に関連した書きかけの項目です。この項目を加筆・訂正などしてくださる協力者を求めています（P:人物伝/PJ:人物伝）。 |